# Les Arnaqueurs (film)
Pour les articles homonymes, voir Les Arnaqueurs.
Pour plus de détails, voir Fiche technique et Distribution.
Les Arnaqueurs (The Grifters) est un film américain réalisé par Stephen Frears, sorti en 1990. Il s'agit d'une adaptation du roman éponyme de Jim Thompson publié en 1963 aux États-Unis et traduit en France en 1988.

## Synopsis
Petit arnaqueur minable, Roy Dillon est blessé par un barman à la suite d'une escroquerie ratée. Sa mère, Lilly, employée d'un bookmaker mafieux qu'elle arnaque sur les champs de courses, vient lui rendre visite à l'hôpital et y rencontre Myra, la petite amie de Roy, une ancienne arnaqueuse de haut vol. Entre les deux femmes, c'est aussitôt l'inimitié, puis la haine farouche.

## Fiche technique
- Titre français : Les Arnaqueurs
- Titre original : The Grifters
- Réalisation : Stephen Frears
- Scénario : Donald E. Westlake, d'après le roman éponyme Les Arnaqueurs de Jim Thompson
- Musique : Elmer Bernstein
- Photographie : Oliver Stapleton
- Montage : Mick Audsley
- Direction artistique : Leslie McDonald
- Décors : Dennis Gassner
- Costumes : Richard Hornung
- Production : Martin Scorsese, Robert A. Harris et Jim Painten
- Société de production : Cineplex Odeon Films (en)
- Société de distribution : Miramax
- Pays de production :  États-Unis
- Langue originale : anglais
- Format : couleur - 35 mm - 1,85:1 - Dolby
- Genre : thriller, drame et néo-noir[1]
- Durée : 110 minutes
- Dates de sortie :
  - États-Unis : 5 décembre 1990
  - France : 23 janvier 1991
  - Royaume-Uni : 22 février 1991

## Distribution
- John Cusack (VF : Christian Bénard) : Roy Dillon
- Anjelica Huston (VF : Nadine Alari) : Lilly Dillon
- Annette Bening (VF : Stéphanie Murat) : Myra Langtry
- Pat Hingle (VF : Michel Modo) : Bobo Justus
- Eddie Jones (VF : Yves Barsacq) : Mintz
- Henry Jones (VF : Henri Labussière) : Simms
- Gailard Sartain (VF : Jean-Claude Sachot) : Joe
- J.T. Walsh (VF : Michel Derain) : Cole
- Charles Napier : Gloucester Hebbing
- Noelle Harling (VF : Nathalie Spitzer) : l'infirmière Carol Flynn
- Xander Berkeley (VF : Vincent Violette) : le lieutenant Pierson
- Stephen Tobolowsky : le bijoutier
- Jeremy Piven : un marin dans le train
- Michael Laskin (VF : Hervé Caradec) : Irv
- Andy Dick (non crédité) : Kaggs

## Distinctions

### Récompenses
- National Board of Review Awards 1990 : Top 10 Films
- Independent Spirit Awards 1991 :
  - Meilleur film
  - Meilleure actrice pour Angelica Huston
- Prix Edgar-Allan-Poe 1991 : meilleur film pour Donald E. Westlake

### Nominations
- Golden Globes 1991 : meilleure actrice dans un film dramatique pour Anjelica Huston
- Oscars 1991 :
  - Meilleure actrice pour Anjelica Huston
  - Meilleure actrice dans un second rôle pour Annette Bening
  - Meilleur réalisateur pour Stephen Frears
  - Meilleur scénario adapté pour Donald E. Westlake
- Writers Guild of America Awards 1991 : meilleur scénario adapté pour Donald E. Westlake
- BAFTA Awards 1992 : meilleure actrice dans un second rôle pour Annette Bening